# Steinach (Baden-Württemberg)
Steinach település Németországban, azon belül Baden-Württembergben az Ortenaui járásban. Steinach a Fekete-erdő középső részén található. Lakosainak száma 3976 fő (2023. december 31.).

## Földrajz

### Földrajzi elhelyezkedés
Steinach a Kinzig folyó völgyében fekszik a tengerszint felett 200-600 méterrel.

### Szomszédos települések
A közösséget északon Biberach és Zell am Harmersbach városa, keleten Haslach városa, délen Hofstetten és nyugaton Schuttertal határolja.

## Történelme

### Korai történelme
Steinachot először 1139-ben említették II. Ince pápa dokumentumában, amelyben a pápa megerősítette Steinach birtoklását a Gengenbach kolostor számára. 1280-ban a település a Geroldseck család fennhatósága alá került. A gengenbachi kolostor 1380-ban kapta vissza a települést, de 1423-tól kezdve át kellett adnia a fennhatóságot a fürstenbergi uraknak.

### Közigazgatási története
1806-ban Steinach a Reichsdeputationhauptschluss dokumentum részeként a badeni nagyhercegséghez került. Ott a Wolfach körzethez tartozott közigazgatásilag, egészen 1973-ig a Wolfach körzet része amikor is átkerült az új Ortenau járásba.

### Település egyesítés
1972. február 1-jén a korábban független welschensteinachi közösség beépült Steinachba.

## Vallás
A reformációt 1541-ben gróf Fürstenbergi Vilmos hozta el a településre, azonban 1549-ben Steinach ismét katolikus lett a gróf testvére alatt, és a mai napig továbbra is túlnyomórészt római katolikusok élnek Steinachban. Mindkét településrészen van katolikus templom. A néhány evangélikus hívő a Haslachi evangélikus templomba jár.

## Politika
A település Haslach városának egyeztetett közigazgatási közösségéhez tartozik.

### Képviselőtestület
A Steinach helyi tanácsnak 12 tagja van. Ez a megválasztott képviselőkből és a polgármesterből áll, mint elnök. A polgármester jogosult szavazni az önkormányzati tanácsban. A 2019. május 26-i helyhatósági választások a következő végeredményhez vezettek.
| Választások 2019  | Választások 2019 | Választások 2019 | Választások 2019 | Választások 2014  | Választások 2014 | Választások 2014 | Választások 2014 |
| ----------------- | ---------------- | ---------------- | ---------------- | ----------------- | ---------------- | ---------------- | ---------------- |
| Részvétel: 64,6%  | Részvétel: 64,6% | Részvétel: 64,6% | Részvétel: 64,6% | Részvétel: 59,4%  | Részvétel: 59,4% | Részvétel: 59,4% | Részvétel: 59,4% |
| Pártok            | CDU              | FW*              | JL*              | Pártok            | CDU              | FW               | JL               |
| Elért %           | 43,4             | 56,6             | 0                | Elért %           | 39,2             | 29,7             | 19,5             |
| Képviselők száma: | 5                | 7                | 0                | Képviselők száma: | 6                | 4                | 2                |

FW= Freie Wähler (szabad választók)
JL= Junge Liste (fiatalok listája)

### Polgármesterek
Steinach polgármesterei 1907 óta:
- 1907–1919 Xaver Schwendemann
- 1919–1923 Joseph Kopf
- 1923–1933 Georg Schwendemann
- 1933–1945 Xaver Neumaier (NSDAP)
- 1945–1946 Wilhelm Korhummel (komisszár)
- 1946–1948 Josef Herr
- 1948–1965 Ludwig Witt
- 1965–1985 Helmut Belli
- 1985–2001 Harald Firnkes
- 2001–2017 Frank Edelmann

2017. szeptember 24-én Nicolai Bischlert választották meg új polgármesternek a szavazatok 92,6 százalékával.

### Partneri kapcsolatok
Steinach testvérvárosi kapcsolatokat tart fenn a következő városokkal:
Franciaország, Lotaringia, Lay-Saint-Christophe 1976-óta
Németország, Türingia, Steinach
Franciaország, Elzász, Truchtersheim

## Népesség
A település népessége az elmúlt években az alábbi módon változott:
| Lakosok száma | 3147 | 3391 | 3617 | 3595 | 3642 | 3845 | 3895 | 3953 | 4050 | 3976 |
|               | 1961 | 1967 | 1974 | 1980 | 1987 | 1993 | 2000 | 2006 | 2013 | 2023 |

## Kultúra és látnivalók
A Steinach a Großen Hansjakobweg nevű túraútvonalon található, amely számos látnivaló mellett halad el.

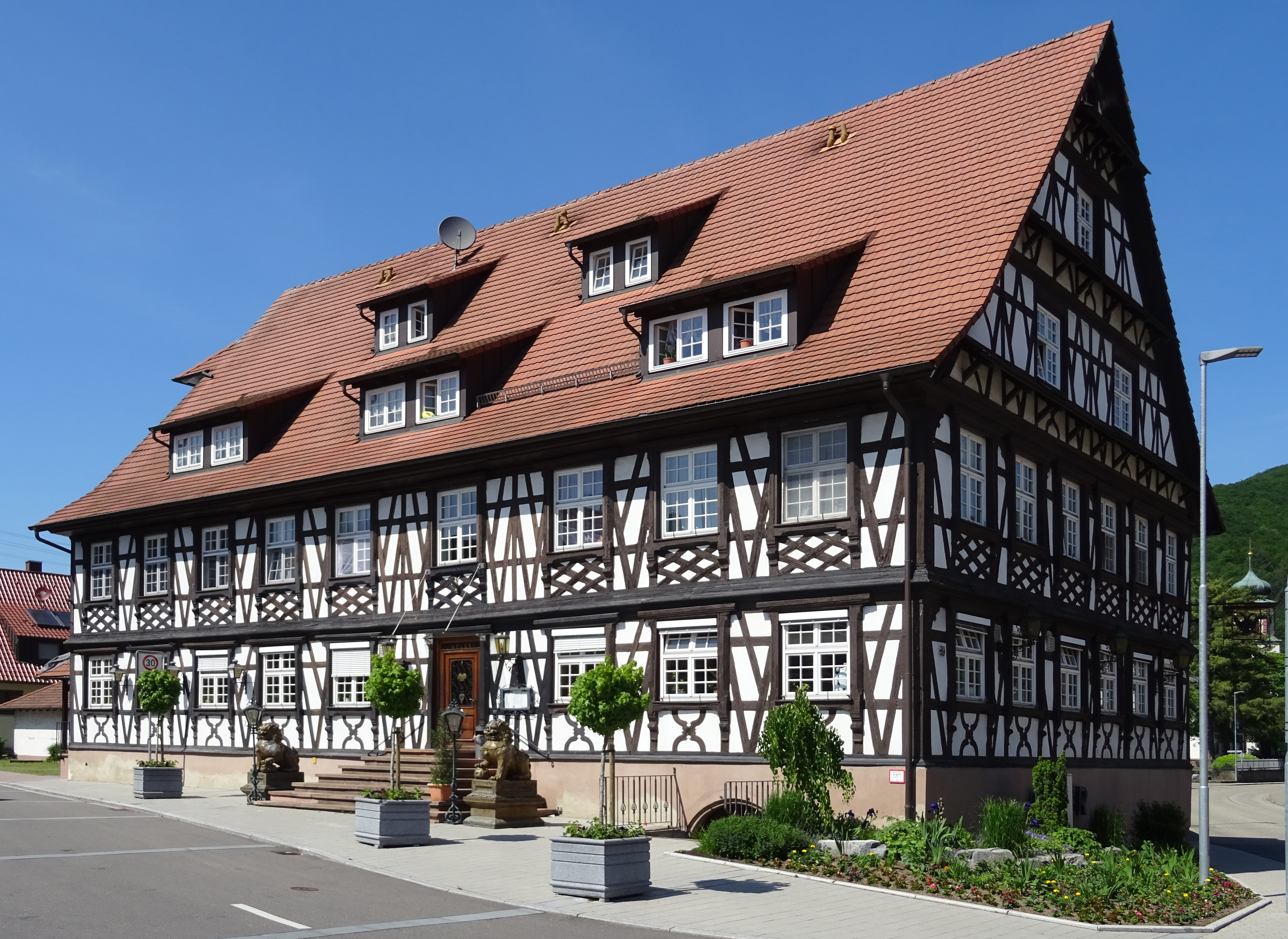
A fekete sas vendégház

### Múzeum
Az Adlerplatz-on (Sas téren) található egy hajdani gazdaságiépület és egy régi tánctér, az épületet ma a fekete Sas vendégháznak hívják. Az épületben a helytörténeti múzeum található.

### Zene
A kulturális egyesületek közé tartozik az 1881-ben alapított "Harmonie" Steinach zenei társulás és az 1860 óta létező "Eintracht" Steinach énekegyesület. Welschensteinachban működik a Welschensteinach zenekar és a "Liederkranz" kórustársaság

### Épitészet
A művészettörténet szempontjából Steinach legfontosabb épülete a Szent Kereszt plébániatemploma. 1750/51-ben építette Fürstenberg hercege megbízásából az akkori Fürstenbergi építő és munkamester Franz Joseph Salzmann. A középkori templom alapjának részeit, az új épület épitése során nagyrészt eltávolítottak, a régi templom a mai templomnak a tornyánál állhatott. A sekrestye területén megőrizték a régi freskók töredékeivel rendelkező falat. A rokokó stílusú berendezések nagyrészt 1778-ban készültek el. 1889-ben a főhajót kibővítették.

## Közlekedés

### Vasút
A településen halad keresztül a Schwarzwaldbahn vasútvonal.

### Média
A településen több napilap is megjelenik.

### Oktatás
Steinachban van egy általános iskola. A legközelebbi középiskola Haslachban van, míg a legközelebbi gimnázium Hausach városában található (Robert-Gerwig-Gymnasium). Emellett a településen két óvoda is található .

## Fordítás
Ez a szócikk részben vagy egészben a Steinach című német Wikipédia-szócikk fordításán alapul. Az eredeti cikk szerkesztőit és forrásait annak laptörténete sorolja fel.